# 許世楷
許 世楷（きょ せかい、Khó͘ Sè-khái、コー・セカイ、1934年7月7日 - ）は、台湾の政治学者、歴史学者。津田塾大学名誉教授。台北駐日経済文化代表処代表（駐日代表、駐日大使に相当、2004年〜2008年）、台湾建国党主席（1997年〜1998年）、台湾独立建国連盟総本部主席（1987年〜1991年）を務めた。台湾独立運動の中心的人物の一人。

## 経歴

### 家族
郷紳階級出身。父親の許乃邦は京都帝国大学法学部、東京帝国大学経済学部で学んだ法律家、母親は東京女子医学専門学校卒の医師。祖父の許嘉種は台湾文化協会調査部長時代に台湾議会設置運動を行い、日本警察に逮捕拘留されたことがある。伯父の許乃昌は陳独秀の推薦をうけソビエト連邦モスクワ中山大学で学んだ左派の政治運動家。1947年の二・二八事件では祖父、父、伯父が左翼分子として中国国民党から指名手配を受けた。夫人の盧千恵とは日本留学中に知り合い、ともに台湾独立運動に関わってきた。

### 日本での留学・学者生活
国立台湾師範大学附属高級中学を経て、1957年に国立台湾大学法学部卒業（連戦国民党名誉主席とは高校・大学の同級生）。その後、早稲田大学大学院政治学研究科で修士課程修了、東京大学大学院法学政治学研究科で博士課程修了（法学博士取得）。その後、津田塾大学で助教授、教授として約30年の教員生活を送り、津田塾大学国際関係研究所所長も務めた。1972年に東京大学出版会から『日本統治下の台湾——抵抗と弾圧』を上梓。このなかで「植民地統治では差別待遇が必ずあり、偏見と圧迫の制度のなかで各種の抵抗運動が生まれる。それらの抵抗を根絶する道は、唯一植民地統治制度を徹底的に廃止することにほかならない」と記している。中国語版は2006年に出版されたが、台湾の学者からは「台湾政治史のバイブルとなる名著であり、台湾史を研究する者にとって必読の歴史専門書」と評されている。なお、原著の日本語版は2008年に復刊している。

### 台湾独立運動への関与
日本留学直後の1960年に台湾独立運動団体「台湾青年社」（後に台湾青年会・台湾青年独立連盟に改組）に加入して以来、台湾独立運動に身を投じてきた。機関紙『台湾青年』にペンネーム「十心」「高見信」で数多くの論文を執筆したため、国民党政府により旅券を剥奪、在外反政府分子としてブラックリストに掲載され、約30年間、日本で事実上の亡命生活を余儀なくされた。1970年「台湾独立連盟」の発足とともに中央委員に就任。1987年には、改組された「台湾独立建国連盟」の総本部主席を務めた。1989年に台湾の月刊誌『自由時代』に「台湾共和国憲法草案」を寄稿。同誌は発禁処分となり、反乱罪に問われた同誌発行人の鄭南榕は抗議の焼身自殺を遂げた。

### 帰台後の政治活動
1992年、ブラックリストが解除となり帰国。台湾文化学院院長、台湾建国党主席に就任。1995年と1998年に立法委員（国会議員に相当）選挙に立候補するも、落選している。
2000年、陳水扁総統が就任し民主進歩党政権が誕生すると、呂秀蓮副総統の求めに応じて総統府人権諮問委員会人権政策検討分科会（人權諮詢小組「人權政策研議」分組）の召集人（議長）および呂副総統主宰の「台湾心会」台中分会会長に就任。

### 駐日代表就任以後
陳水扁総統再選を受け、2004年7月5日、台北駐日経済文化代表処代表（駐日代表）に就任、約4年間務めた。在任中は「台湾人観光客の査証免除（ノービザ）の恒久化」、「運転免許証の日台相互承認」を実現。日台間で年間250万人が相互に行き来するようになった。
2008年5月、中国国民党政権の発足と同時に辞職届を提出したものの、馬英九総統が慰留。駐日代表ポストの交代が確実視される中、同年6月1日、日台関係60団体が「許代表夫妻を送る会」を都内で共同開催、安倍晋三、ジュディ・オング、櫻井よしこら約800人が駆けつけた。
同年6月15日未明、尖閣諸島沖で航行中の台湾遊漁船が、海上保安庁巡視船と衝突・沈没する事件が発生、即日、外交部が許代表の召還を決定した。帰国直後の16日に立法院外交委員会で事件の経緯を報告する予定だったが、国民党立法委員に「代表のポストにしがみついている」「台奸（台湾の売国奴）」などと非難されたため、急遽記者会見を開き「士は殺されるべくも、辱められるべからず（士可殺不可辱）」などと強く抗議、立法院での説明を拒否するとともに辞意を表明。外交部は「公務員が首長の許可を得ずして職務を勝手に離れてはならない。これに違反した場合、事の軽重を見て処罰する」と強硬な声明を発表したものの、翌17日、馬英九総統が辞任を認めた。後任が決定するまで羅坤燦副代表が代表ポストを代行した。
離日直前の7月7日、産経新聞のインタビューで「帰国後は一市民として、（台北ではなく出身地の）台中や彰化で地域のさらなる民主化促進に貢献したい」と話した。

## 著作

### 単行本
- 許世楷『日本統治下の台湾 : 抵抗と弾圧』東京大学出版会、1972年、2008年復刊（中国語版『日本統治下的台湾』玉山社、2006年）。
- 許世楷、原彬久、南塚信吾（編著）『国際関係論基礎研究』福村出版、1976年。
- 許世楷、盧千惠『台湾は台湾人の国 ：天になるごとく、地にもなさせたまえ』はまの出版、2005年。
- 許世楷、盧千惠『台湾という新しい国』まどか出版、2010年。

### 論文･エッセイ
- 「台北駐日経済文化代表処代表 許世楷 もっと台日交流を身近なものに! 例えば、昔は台北と与那国島は自由に人々が行き来していた」『財界』 55（11）（通号1385）2004年、58～61ページ。
- 「台湾共和国誕生の日は近い」『中央公論』 108（5）、1993年、162～169ページ。
- 「台湾独立党 祖国に還る」『文藝春秋』 71（1）、1993年、364～374ページ。
- 「『朝日新聞』への質問状－台湾人を犠牲にするのか－」『自由』13（5）、1971年 、53～54ページ。

### 書評･文献紹介
- 「『台湾統治と阿片問題』劉明修著」『史学雑誌』93（4）、1984年、521～527ページ。